# Léon Rom
Léon Auguste Théophile Rom (Mons, 2 aprile 1859 – Ixelles, 30 gennaio 1924) è stato un militare belga, che ebbe un ruolo importante nell'amministrazione dello Stato Libero del Congo.
Collezionista di teste, è stato ipotizzato che Joseph Conrad si sia ispirato a lui per il personaggio di Kurtz del suo romanzo Cuore di tenebra.
Rom compare, in una versione romanzata, nel film del 2016 di David Yates The Legend of Tarzan, dove è interpretato da Christoph Waltz.